# Sulignat
Sulignat är en kommun i departementet Ain i regionen Auvergne-Rhône-Alpes i östra Frankrike. Kommunen ligger  i kantonen Châtillon-sur-Chalaronne som ligger i arrondissementet Bourg-en-Bresse. Kommunens areal är 10,8 km². År 2022 hade Sulignat 605 invånare.

## Befolkningsutveckling
Antalet invånare i kommunen Sulignat
Referens: INSEE